# Ellerslie
Ellerslie, eller Ellerslie-Bideford, är en liten by på Prince Edward Island. Till byn räknas också samhället i Bideford. Sammanlagt har byn 873 innevånare. 

## Historia
Den förste kände invånaren var en snickare som 1901 bosatte sig i området. Han hette Ellerslie, ett efternamn han hade efter staden Elderslie (eller Ellerslie) i Skottland.
Byn införlivades 1977 i delstaten, tillsammans med Bideford.

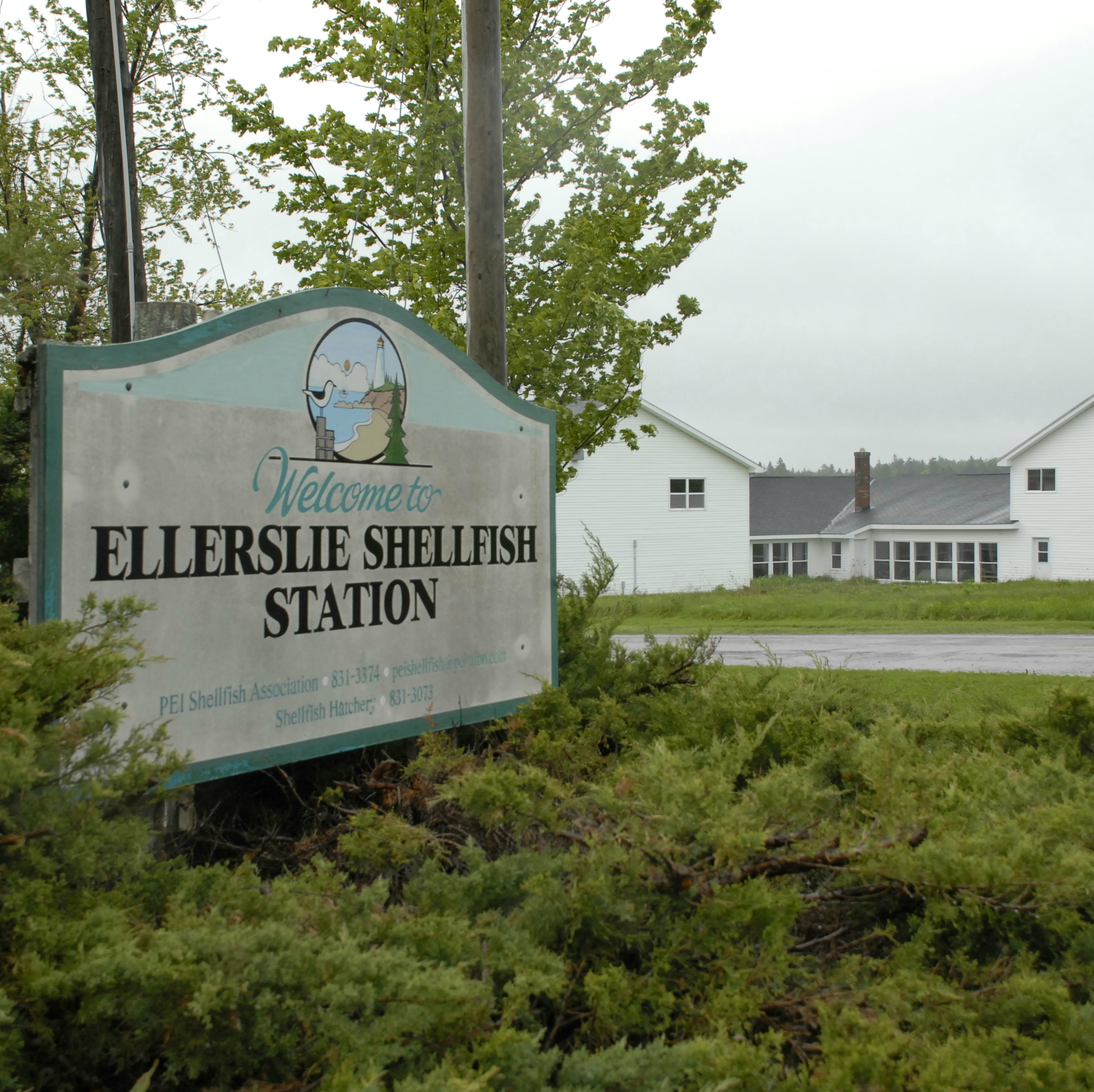
Skaldjurstationen och –museet i Bideford. Här är centrum för Malpeques ostronproduktion.

## Demografi
Den kanadensiska folkräkningen 2011 innehåller följande uppgifter om Ellerslie:
- Befolkning 2011 – 873
- Befolkning 2006 – 825
- Förändring 2006 – 2011 +5,8 procent
- Befolkningstäthet: 11,0
- Yta 79,51 km2